# Ученик мага
«Ученик мага» — второй роман из цикла «Живое и мёртвое», написанный в соавторстве двумя российскими писателями-фантастами, лауреатами премии «Серебряная стрела» Михаилом Костиным и Алексеем Гравицким. Жанр произведения — фэнтези, поджанры — технофэнтези, социально-философская фантастика.

## История создания
Изначально Михаил и Алексей задумывали «Живое и мёртвое» как отдельный, несерийный роман. Первый том вышел в 2010 году под издательством «Факультета». Книга неплохо продалась, и публикатор предложил подумать о продолжении.
Если в основу первого романа лёг мир, который Михаил Костин увидел во сне, то во втором томе — «Ученик мага» были использованы ранние наработки Михаила для научно-фантастических рассказов. Основная заготовка выглядела следующим образом: главный герой   — беспощадный наёмник и истребитель инопланетян  — давал интервью журналисту, доказывая правоту своих действий. Михаил перенес эту сцену в мир «Живого и Мёртвого» и пришёл к образам Ниро и Санчеса, а чуть позже к ним присоединились и остальные персонажи.
В 2011 году «Факультет» опубликовал вторую часть цикла «Живое и мёртвое» — «Ученик мага».
В 2012 году издательский дом «Снежный Ком М» перевыпустил первые два тома серии «Живое и мёртвое», а также напечатал продолжение — «Третья сила».

## Сюжет
Консорциум осознаёт опасность магии для своего существования, но, в то же время, понимает её необходимость в повседневной жизни, поэтому на Объединённых Территориях Консорциума (ОТК) введены строгие правила функционирования магов. Самая опасная с точки зрения правительства магия: боевая, человеческая, некромантия и прочая, касающаяся жизни и смерти — под запретом. Всплески подобной магии отслеживаются и караются. За нарушение закона колдуна, без каких-либо исключений, отправляют в пожизненную ссылку на далёкие острова. На другие виды волшебной деятельности необходимо получить лицензию. Большинство магов заняты в сфере обслуживания — освещении улиц, починке приборов, охране и т.п.
Не все чародеи готовы смириться с таким положением. Ионея — молодой и невероятно сильный маг  — берёт на себя роль лидера ополчения. ОТК балансируют на грани революции.
По воле рока ученик мага Пантор вынужден бежать на свободный неподконтрольный ОТК Север, спасаясь от закостенелой бюрократической машины Консорциума. Его преследует пристав магического надзора, который, в свою очередь, поставлен перед выбором: либо он ловит преступника, либо сам будет на его месте.
Неожиданно для себя и беглец, и преследователь оказываются вовлечены в грядущий переворот. Сами того не понимая, становятся едва ли не ключевыми фигурами заговора.

## Основные персонажи
- Пантор — главный герой. Ученик мага — лорда Мессера. Выпускник факультета бытовой магии в Веролле.
- Винсент — рыжеволосый друг Пантора. Учился вместе с ним на факультете бытовой магии — вылетел. Дамский угодник, балагур, но далеко не глуп.
- Лорд Мессер — немолодой весьма уважаемый маг. Владеет магической лицензией третьей ступени второго уровня. Организовал мастерскую, занимается частной практикой, обучает учеников. Увлекается некромантией.
- Санчес О’Гира — скандально известный журналист. Пишет для столичной газеты «Огни Вероллы». Внешность: крепкий, статный, блондин, лицо скуластое и мужественное, на лице тонкие изящные усики, глаза живые — с искоркой.
- Ниро — старший пристав отдела магического надзора с крепкой семьей и не менее крепко выстроенной карьерой.
- Жорж Деранс — капитан, глава отдела магического надзора.

- Ионея Лазурная – магесса, объявленная в ОТК вне закона. Имея невероятный талант к магии, экстерном получила магическое образование, диплом и все возможные лицензии. Занималась запрещённой магией, активно выступала за снижение контроля над магами. Была арестована и осуждена, но умудрилась сбежать из-под стражи.
- Великая Мать — молодая женщина, седая, как лунь, с глубокими синими глазами.
- Плерэ — пузатый коротышка с высокими залысинами и мелкими цепкими глазками-бусинками. Начальник охраны вокзала Вероллы.
- Джобс — механик. Крайне сварливый, но незлобный старикашка.
- Бармен— официант в «Падающей звезде».
- Мартин и Лорка — провинциальные маги, обслуживающие уличные системы освещения в Утанаве. Братья-близнецы. Весёлые и порой бесшабашные, радуют окружающих своим нескончаемым оптимизмом. Обучались магии в небольшой государственной школе на окраине Вероллы.
- Салованни —сухонький старичок с умными и проницательными глазами, градоначальник Утанавы.
- Олия – секретарь Салованни.
- Колидр — старик лет шестидесяти, пьяница, проводник.
- Вальдор — контрабандист, брат Колидра.
- Молодой пристав — пристав, примчавшийся из Вероллы по вызову мэра Утанавы.
- Хозяин гостиницы «Лучшая» — солидный усатый господин в аккуратном дорогом костюме.
- Сноходец —высокий красивый мужчина в зеленом балахоне.
- Колдун — служитель Великой матери, который пытался осуществить жертвоприношение.
- Ива — безумно красивая девушка-блондинка с Севера.
- Лана — служанка и ученица Ивы.
- Маргарет — жена Ниро и возлюбленная Жоржа Деранса.
- Мэр — градоначальник Дредстауна.
- Лорд Бруно — старик-маг, невероятно сильный. Сделал головокружительную карьеру, сумев, будучи магом, получить членство в Консорциуме. Придерживается идей снижения контроля за магами. Союзник Ионеи Лазурной.
- Марусь — старик-заключённый.
- Богатый незнакомец — живёт на Севере, владеет деревнями за Крустоном.
- Командор — представитель стороны технического прогресса.

## Артефакты
Книга  — древний фолиант с магическими заклинаниями, содержащий инструкции по проведению обрядов, в том числе и оживлению мёртвых.
Статуэтка — маленький идол, позволяющий сохранять в памяти видения, вызванные сноходцем.

## Устройства
- Мобиль — сложное механическое транспортное средство с магическим движителем.
- ММО – магически модифицированное оружие. Усовершенствованное при помощи магии огнестрельное оружие. В зависимости от характера изменения такое оружие может стать многозарядным, увеличить убойную силу, скорострельность и т. п.
- Пистоль ММП— наиболее распространенный вид магически модифицированного оружия, от обычного пистоля его отличают убойная сила и многозарядность.

## Ответвления
— воскрешение кладбища;

— спасение девочки от жертвоприношения.

## Территории и поселения
- Объединённые Территории Консорциума  —  континентальное государство, где магия держится под строгим контролем. Механические устройства модифицируются магическими составляющими. 
  - Веролла — столица ОТК, где сосредоточена четвертая часть населения всего государства. Здесь располагаются все наиболее значимые социальные институты ОТК. Главной достопримечательностью Вероллы считается здание Консорциума – самое высокое на всём континенте. Центр города застроен высотными зданиями, при этом основная часть города состоит из невысоких частных особняков с садами, где живёт наиболее обеспеченное сословие. На окраине живут люди попроще, она застроена неказистыми типовыми зданиями – тут располагается большое количество доходных домов.
  - Утанава — захолустный городок. Жизнь в нем течёт спокойно, размеренно, неторопливо. Население города немногочисленно. В городке: школа, больница, гостиница «Падающая звезда», муниципалитет, небольшой перерабатывающий заводик, сырьё для которого поставляется с расположенного рядом карьера. Архитектурный ансамбль представляет собой двухэтажное ветхое зодчество.
  - Кориали — западный портовый городок, здесь заключённых пересаживают с поезда на корабль и отправляют в ссылку на далекие острова.
  - Дредстаун — ближайший к Северу приграничный городок. Приземистый и основательный: стены домов глухие, окна мелкие и располагаются довольно высоко либо вовсе начинаются от второго этажа. Двери массивные и неприступные. Город мрачный и недружелюбный. Для туристов узкие улочки, петляющие между глухими стенами близко стоящих домов, сливаются в жутковатый лабиринт. Приезжие могут остановиться в неприглядной снаружи и более располагающей внутри гостинце «Лучшая». В центре Дредстауна находится похожая на бастион мэрия. По легенде город принадлежал раньше северянам, а потом, по итогам последней войны, отошел к ОТК.
- Север — территория, где нет централизованного порядка, там каждый сам за себя. У мелких разбросанных по всему Северу поселений своя власть и свои законы. Никому из них нет дела до соседей. Вообще ни до чего нет дела. Но если кто-то приходит на их землю и делает что-то против их правил, то его запросто могут повесить. Прямо на месте. Без суда и следствия. А правила в каждом городишке свои, и то, что привычно и нормально в одном месте, может запросто оказаться незаконным в другом. Магия разрешена. А за то, что кто-то косо посмотрел, могут убить при помощи этой самой магии. Все же кое-что общее у всех северных территорий есть. Они ненавидят ОТК. И если Объединённые Территории попробуют пресечь границу, против них поднимется весь Север, потому что это будет покушением на их устои.
- Далекий мир — царство технического прогресса и отсутствия магии.

## Проблемы, поднимаемые в книге

### Пропаганда, система и контроль
Здание Консорциума построено настолько грандиозным, чтобы люди, смотря на него, осознавали свою ничтожность и никчёмность, но чтобы вместе с тем где-то глубоко внутри у них вспыхивала гордость за свою родину, появлялось желание внести лепту в развитие мощи Объединённых Территорий. Правда, такие мысли, как правило, длятся недолго. Стоит только отойти подальше, как патриотическое настроение пропадает. Но непатриотичные мысли лучше гнать от себя подальше. Народом избранная власть жёстко следит за тем, чтобы преступления против воли народа не совершались даже в мыслях.
Власть, избранная народом,  знает, что ему нужно и что – нет. Народу Объединённых Территорий нужны простые блага, комфорт и удобства, которые дают наука и техника. А магия народу не нужна, как и все прочее неконтролируемое и непредсказуемое. Власти говорят, что народ хочет покоя. А уж власти-то знают это наверняка. И больша́я часть народа верит всему, что насаждается в ОТК.
В обществе закреплён статус провокатора. Обвинения в адрес всенародно избранной власти, воспринимаются как провокация. Это тождественно восстанию против воли народа и основ демократии.
На примере старшего пристава Ниро и его восприятия происходящего видно, насколько он закостенел, стал бездумным винтиком системы.
Свободомыслящий журналист Санчес пытается донести до пристава реальный ход вещей: «Вы привыкли работать на своем месте. По протоколу, уставу, инструкции. Вы идёте, как паровоз по накатанным рельсам. Если на рельсах что-то лежит или если они внезапно исчезают, у вас начинается паника. Но косный не вы. Система. А вы просто в ней работаете. Вы привыкли. Вы не виноваты. Да и система не виновата. Более того, она не плоха.<...> Мы живем в стране с правительством и государственной системой. Только система эта дерьмовая. Хотя это не отметает тот факт, что дерьмовая система лучше, чем полное её отсутствие. Равно как и факт, что в других известных нам государствах все тоже дерьмово. Просто там свои проблемы —  и во власти, и в народе,  —  а у нас свои.<...>  Я не против власти и Консорциума. А искать ложку дегтя в бочке с повидлом – моя работа».
Ниро, в свою очередь, считает: «Если я оказываюсь в неприятном положении, то виновата не система и не Консорциум. Виноват я сам. Не справился со своей работой.<...> Власти ОТК здесь совсем ни при чём». При этом он не допускает мысли, что его могли просто подставить.
В глубине души у Ниро возникает справедливое чувство обиды, но приобретённый за годы опыт не дает старшему приставу увидеть суть проблемы. Он старается убедить себя в том, что начальник прав и все просто: приставу указывают преступника, он его арестовывает и готовит материалы для суда, доказывающие преступление. Потом бедолагу судят и отправляют на острова. Всегда, потому что приставы всегда находят доказательства вины. Ошибки быть не может, совесть не мучит. Сомнений нет. И жалости к магам тоже нет, потому что эта часть магии изначально под запретом, поскольку тот, кто решает связать свою жизнь с полулегальным занятием, изначально ходит по лезвию бритвы. И если, понимая это, люди все равно лезут в магию, то не о чём жалеть, если они сорвались за черту. Все просто. А его работа – брать проштрафившихся и отправлять под суд. Но сейчас, впервые за время службы, выходит, что виноватого нет и отдавать под суд некого. А раз виновный отсутствует, значит, виноват сам Ниро. Это разумно, это правильно. Но что-то внутри Ниро восстает против такой постановки вопроса. Если он не поймал преступника, то, конечно, виноват, но почему он сам должен из-за этого становиться преступником?
В итоге, Ниро, человека преданного системе всем своим существом, его начальник Жорж Деранс отдаёт на растерзание этой самой системы, но не потому, что Ниро совершил преступление против власти, а потому что у начальника любовный роман с его женой, о котором старший пристав и не подозревает.
Журналист Санчес, пытаясь помочь Ниро, выясняет реальные обстоятельства вещей, но не может найти неопровержимых доказательств, а значит, обвинение будет голословным. Все потому, что Деранс – колесо общей машины, помогающей ей работать, как заведено. А Санчес – песчинка, стремящаяся остановить заведенное движение машины.
В свою очередь, Ниро принимает обвинение абсолютно покорно, честно раскаиваясь за вменяемое ему сфабрикованное преступление, потому что верит, что «система не может ошибаться», потому что даже в мыслях не может представить, что может стать всего лишь жертвой нечистого на руку начальника.

### Непринятие того, что непонятно
В ОТК не любят магию за её бесконтрольность и непредсказуемость, поэтому пытаются ограничить её, взять под контроль. Многие обычные граждане боятся и недолюбливают магов.
Однако в мире, где маги сохранили свою власть, распространено подобное отношение к техническому прогрессу. Один из первомагов доносит начальству: «По последним сообщениям, еретики, променявшие владык стихий на духа из машины, набирают силы, Великая Мать. Если их не остановить, то уже совсем скоро они возьмут под свою руку весь рубеж. Вера в духа из машины крепка на рубежных землях и продолжает набирать силу. Дары стихий под запретом. К стихиям смеют взывать лишь избранные. Те, кто делает это своевольно, подвергаются гонениям. Юг рубежных земель уже поддался этому помешательству. И зараза постепенно ползет на север».

### Шут при королевстве и толпа
Санчес — журналист, представляется в книге своеобразным бунтарём, правдорубом, идущим против власти. Однако он не отождествляет себя с революционером, уточняя, что быть им опасно. Он скорее шут. А шуту разрешено говорить правду, но нельзя переступать грань дозволенного. Он знает, за что его любят, и знает, за что его терпят. Любой эпатаж должен иметь свои границы. И никакой эпатаж не стоит того, чтобы рисковать ради него своей шкурой. Идеалы и идеи – такой же товар, как и все прочее. Главное – правильно преподнести и подороже продать, ну или продаться. Бывают искренние, которые свои идеалы пихают в то, что пишется в угоду тенденциям, власти, цензуре, читателю. Но даже если они двигают светлую идею, она все равно работает на систему. А если она идет вразрез с системой, то система автора идеи уничтожает. Лояльный автор – почёт и стабильная работа; революционер – ссылка и нищета.
И плевать он хотел на читателей: пока его статьи – товар, и товар продающийся, ему начхать на каждого грёбаного покупателя. Где сердитое бурчание, там скандал, а любой скандал привлекает внимание. Тот, кто его продаёт, тот, кто его печатает  – вот без них он уверен, что он – никто. А те, которые читают... да им все что угодно впарить можно. Он уточняет, что даже если начнёт писать про то, как с неба спустились боги и устроили потасовку в городском парке, то это всё равно будут читать. Найдутся, конечно, те, кто возмутится, но и они прочитают. Если он начнёт писать с нарочитыми ошибками, куча борцов за чистоту языка предадут его анафеме, а ещё куча кретинов станут подражать его гениальному слогу. И при этом те и другие будут его читать. Они никуда не денутся, покуда его редактор предлагает им к завтраку новости под кофе, овсянку и жареные яйца. Даже если он открыто назовёт их всех идиотами с первой полосы, они всё равно будут его читать. Более того, большая часть их примет это с восторгом. «Почему? – Потому что они идиоты», – пожимает плечами Санчес.
В момент, когда маги атаковали здание Консорциума, а Санчес находился на площади перед самим сооружением, он оглядел толпу и грустно пробормотал: «Стадо». Вот это стадо и есть его аудитория. Те, для кого он пишет. Те, кого он развлекает. Им плевать, насколько жутко происходящее рядом. Им важно лишь, чтобы их развлекали. Они давно перестали чувствовать страх за кого-то. Пока каждого лично не начнут убивать, страха нет. Они разучились чувствовать чужую боль. Больно – это только когда убивают близкого тебе человека или отрезают твою руку. А если отрезают руку соседу – это не больно, это интересно. Потом он напишет, как все это было. Или не он – другой. И они пообсуждают это за завтраком. Даже, может быть, поспорят до хрипоты. Возможно, в этом споре у них возникнут какие-то убеждения, которые они станут отстаивать на словах. И в таких спорах несомненное преимущество будет у тех, кто стоит сейчас в этой толпе. «Я был там, а где был в это время ты?» — скажет такой спорщик. И его собеседник смолкнет под давлением аргумента. Потому что этот зевака был здесь и боролся за своё правительство и народ или за свободу для магов и народа. За что они боролись, они придумают потом, когда станут спорить. Сейчас они просто стоят и глазеют. А он или его коллеги подбросят им доводов в споре и позиций, которые они станут считать своими. И они будут спорить и отстаивать «свои» позиции до самого обеда. А потом им подбросят новую тему для развлекухи, потому что вечно мусолить одно и то же скучно. Одним словом — «Стадо».

### Уважение к думающим
Опальный журналист Санчес, считающий подавляющее большинство своих читателей идиотами, всё-таки выделяет небольшую исключительную группу.
«Уважение к читателю быть должно,— уверен Санчес  — и даже более — уважение к читателю есть. Читателей вот только нет почти». И он объясняет, что это не зависит от тиража: складывать буквы в слова умеет любой гимназист. Но это умение не имеет ничего общего с умением понимать написанное, не говоря о том, чтобы читать между строк. Для этого нужны культура, образование, воспитание, наконец. А «Огни Вероллы» покупают все, вне зависимости от умения думать.

### Дар или проклятие
После момента в баре в Утанаве, когда Пантор чуть было не нарушил закон и не применил боевую магию, его стали раздирать мысли о своем врождённом даре. «Возможно, — думал ученик Мессера — маги рождаются такими. И это заложено с детства. И от этого никуда не сбежать, не укрыться, не отказаться. Хоть запрещай, хоть не запрещай, а мага без магии быть не может. И в критической ситуации магия будет управлять магом, а не маг магией, разделяя её на разрешённую и запрещённую». Он размышлял, что можно сдерживать в себе это, но до определённого момента, пока магия не возьмет над ним верх. Пока не отключится сознание. Ведь именно оно диктует, что можно, что нельзя. Но тогда магия – это проклятие или, наоборот, благо, которого многие лишены?
Главный герой пытается разобраться, чем для него является магия. Да, безусловно, это бремя и ответственность. Но его ситуация всё-таки отличается от положения Кассандры, где дар пророчества стал для неё действительно настоящим проклятием. Здесь скорее уместно процитировать слова Константина Аксакова о Петре I: «Дар силы есть великий дар, но дар опасный: направленная в ложную сторону, она может делать столько же вреда, сколько и пользы, если направлена во благо».

### Централизованность власти
Перед началом наступления на Консорциум, маги столицы были обеспокоены ситуацией в регионах, т.к. не могли гарантировать там поддержку. На что Ионея ответила: «Вы идеализируете. Вне Вероллы есть местечковая власть, которая фактически не подчиняется никому, но делает реверансы и идет на уступки Веролле. Заметьте, я говорю о Веролле, а не о Консорциуме. Они согласятся с любой властью, которая здесь сидит, лишь бы им не ломали привычный уклад. Не делали хуже. Консорциум не имеет реальной власти дальше столицы. И малограмотный маг, умеющий включить вечером фонари, пользуется зачастую не меньшим уважением, чем градоначальник».
Описанная ситуация позволяет провести параллель с реальными событиями в истории человечества, когда основной переворот происходил в столице, а жители остальной территории принимали новую власть с надеждой и верой в лучшее будущее.
Подтверждение ослабления влияния власти в регионах также прослеживается при разговоре с провинциальными магами из Утанавы:«Вот ты засветился с магией, а стучать на тебя никто не побежит. У нас это не принято. Вот если б запустил заклинание и засветился бы для магов из отдела контроля, тогда да. Хотя они тут тоже сквозь пальцы на все смотрят. <...> Возле Вероллы построже. В столице вообще сплошные доносчики. А чем дальше от столицы, тем свободнее. Мы потому здесь и осели, что можно значительно больше и без лицензии. А если с лицензией, так и вообще почти все что угодно».

### Лидер, как символ
Ионея достаточно реально оценивает свою роль в предстоящем восстании: «Я для них только символ. Не бывает никаких повстанческих лидеров. Бывает только гнёт обстоятельств, и тогда приходит человек, который даёт толчок тому, что само давно назрело. Символ. Знамя. Портрет. Как угодно. Я не оружейных дел мастер. Я не разбираюсь в оружии. Я лишь тот палец, который спускает курок. Пуф! Не было бы меня, думаете, этого не произошло бы? Произошло бы. Просто немного позже.»
Кстати, также в 2011 году в России, вышла последняя заключительная книга Сьюзен Коллинз «Голодные игры» — «Сойка-пересмешница», где героине — Китнисс предлагают сыграть роль символа для сплочения повстанцев.

### Ценность толпы
Народ – всего лишь инструмент в достижении цели.
- В ситуации, когда маги, вразрез с приказом Ионеи, стали атаковать здание Суда помимо Консорциума, магесса вмешалась: «Я запрещаю нападать на другие здания. Мы воюем с Консорциумом, а не с ОТК. Мы боремся с властью, а не с народом. Судьи – такой же народ. И они нам ещё понадобятся. У нас в подчинении есть маги, хорошие маги. Но среди наших сторонников нет ни судей, ни приставов, ни чиновников. А если маги начнут заниматься тем, чего они не умеют, то лучше сразу закончить это восстание». Она распоряжается отправить группу из учеников, чтобы позаботились о безопасности простого населения: «От них все равно мало толку, а лишние жертвы нам не нужны. Чем спокойнее всё пройдет, тем мягче нас примут».
- В ситуации, когда Консорциум стал стрелять по магам, а второй и следующий залпы пришлись по толпе зевак, Ионея была абсолютно спокойна. На вопрос подчиненных, что делать, она отвечает: «Ничего... Продолжайте штурм. Люди не слепы, они должны были понять, что мы заботились об их безопасности, а правительство Консорциума открыло по ним огонь на поражение. Это нам зачтётся. Остальное не важно».

### Проявление свободы
При встрече Санчеса и Ионеи, когда Санчес сообщил, что пишет цикл статей о приставской службе Отдела магического надзора Консорциума, Ионея уточнила:
– Хвалите их?
– Их не за что особенно хвалить.
– Значит, правду пишете?
– Почти правду.

– Почти правду? – протянула магесса – А вот теперь вы можете писать просто правду. Думаю, у вас это прекрасно получится. Тем более что вы, наверное, уже догадались, какая именно правда сейчас нужна?
Санчес понимал, какую правду хочет видеть Ионея, но он начал писать не об этом. Он писал о том, что ни одна власть, обещающая воплощение идеала, никогда не воплотит идеал, пусть даже будет близка к этому. Он писал о том, что главное, самое главное – не менять идеалы на обещания, как бы складно эти обещания ни звучали. 
Главное – не предавать себя и своей правды. Быть честным с собой. Только тогда можно быть честным с окружающими.
Не продавайтесь тому, кто вас ведёт. Куда бы вы ни шли, сами смотрите под ноги. Всегда смотрите под ноги. И не верьте тому, кто велит не смотреть.
Доверяйте, но не доверяйтесь. Подчиняйте себя делу, но не отдавайтесь в рабство, даже если это рабство за всеобщую свободу.

Оставайтесь собой. Оставайтесь верными своей правде. Всегда.«как это делаю я, ваш Санчес О’Гира»

## Публикации
- Костин М., Гравицкий А. А. Живое и Мёртвое. Ученик мага. — М.: Факультет, 2011. — 400 с. — (Живое и Мёртвое). — 5000 экз. — ISBN 978-5-904358-10-5.
- Костин М., Гравицкий А. А. Живое и Мёртвое. Ученик мага. — М.: Снежный Ком М, 2012. — 228 с. — (Живое и Мёртвое). — 2000 экз. — ISBN 978-5-904919-47-4.